# سواری شیرین
سواری شیرین (به انگلیسی: The Sweet Ride) فیلمی محصول سال ۱۹۶۸ و به کارگردانی هاروی هارت است. در این فیلم بازیگرانی همچون آنتونی فرنسیوسا، مایکل ساررازین، جکلین بیسیت، باب دنور، مایکل وایلدینگ، میشل کری، لارا لیندسی، نرما کرین، پرسی رودریگز، وارن استیونز، پت بترام، مایکل فورست، لوید گوگ، چارلز دیرکوپ و آرتور فرانتس ایفای نقش کرده‌اند.